# Beaulieu-sur-Loire

Beaulieu-sur-Loire este o comună în departamentul Loiret din centrul Franței. În 1 ianuarie 2022 avea o populație de 1.750 de locuitori.